# Kozí horka (Bobravská vrchovina)
Kozí horka (358 m n. m.) je vrchol v Bobravské vrchovině. Nachází se na území obce Želešice, nad údolím Bobravy v okrese Brno-venkov.
V jihozápadním svahu Kozí horky je želešický kamenolom, jehož horní okraj se nachází asi 200 m od vrcholu.
Z vrcholu se otevírá výhled na lom, na Brno, Pálavu a Hostýnské vrchy. Za výborné dohlednosti lze odsud zahlédnout 93 km vzdálený Kelčský Javorník (865 m), 87 km vzdálený Hostýn (736 m), nebo panorama Alp - pohoří Schneeberg/Rax vzdálené až 170 km.